# Prinsloppet
Prinsloppet på Ströms Vattudal i norra Jämtland var ett skridskolånglopp på naturis åren 1971–1977. 
Loppet hölls första gången den 28 mars 1971 på initiativ av Prins Bertil. Tävlingsarrangemanget genomfördes fyra gånger under åren 1971 till 1977. Prinsloppet är därmed en av föregångarna till Vikingarännet. 
Loppet var till en början 50 km, med start i byn Gärdnäs och målgång i Strömsund. Distansen förlängdes senare till 100 km genom att åka tur och retur Gärdnäs.  
Prinsloppet var ett för tiden stort arrangemang, en 5 mil lång plogad bana på naturis som lockade internationella deltagare. På grund av Ströms Vattudals reglering var det stora problem att åstadkomma en åkbar bana, och tävlingen lades ner 1977.

## Bakgrund
År 1970 träffade Svenska Skridskoförbundets representant Gösta Grönberg IFK Strömsund och kommunstyrelsen i Ströms kommun. Grönberg föreslog därefter att genomföra ett långlopp på skridskor längs Ströms Vattudal. Idén om ett skridsko-långlopp i Sverige kom ursprungligen från Prins Bertil. Svenska Skridskoförbundet tog in arrangemanget i förbundets tävlingsprogram efter godkännande av Prins Bertil.

## Devis
"I dragoners spår för styrka, vilja och förbrödring"